# طائر البتهوي
طائر البتهوي (الاسم العلمي: Pitohui dichrous) المتواجد في غينيا الجديدة هو الطائر الوحيد السام من بين الطيور.
ويحتوي ريشه على درجة عالية من السم (نفس نوع السم الموجود لدى الضفادع في المنطقة)، وذلك لكي يحمي نفسه من المفترسات المتواجدة في نفس المنطقة التي تعرف ذلك وتتجنبه.